# Fenit (Irland)
Fenit (irisch An Fhianait) ist ein Dorf bzw. eine kleine Landstadt (town) im Südwesten der irischen Grafschaft Kerry.
Die Gemeinde Fenit gehört zur Baronie Trughanacmy und zur Civil Parish Fenit.

## Lage
Fenit liegt an der Atlantikküste, zehn Kilometer westlich der County-Hauptstadt Tralee am Ende eines Landvorsprungs, der in die Tralee-Bucht hineinragt. Dabei ist die Südküste von Fenit an der Trichtermündung des River Lee stark von den Gezeiten beeinflusst. Die Südwestküste ist felsig. Ihr sind die Inseln Samphire Island und Samphire Island Little vorgelagert, beide mit einem Leuchtturm ausgestattet. Auf Samphire Island befinden sich der Tiefwasserhafen (Fenit Harbour), ein Yachthafen mit 136 Liegeplätzen und ein Austernzuchtbetrieb. Samphire Island ist durch eine Straßenbrücke mit der irischen Hauptinsel verbunden, während die kleinere exponierter liegende Samphire Island Little periodisch als Viehweide dient. Der Westküste von Fenit ist die ca. 100 ha große ehemalige Insel Fenit Island vorgelagert, die seit dem Mittelalter durch Sandanspülungen zu einer Halbinsel wurde. Die Nehrung mit 400 m Länge und ca. 20 m Breite ist bei warmem Wetter ein beliebter Strand für die Einwohner der nahen Stadt Tralee.
Die nächsten Nachbarstädte sind Ardfert im Nordosten und Spa im Osten.
In der ländlich geprägten Umgebung nördlich und östlich von Fenit dominieren Milchviehhaltung und Grünlandwirtschaft. Zum unmittelbaren Einzugsbereich von Fenit gehören folgende Townlands:
- Ballyea
- Barrow
- Fenit Within
- Fenit Without
- Glebe
- Kilfenora
- Knocknanarney
- Lissodeige
- Samphire Island
- Samphite Island Little
- Tawlaght East
- Tawlaght West

### Fenit Island

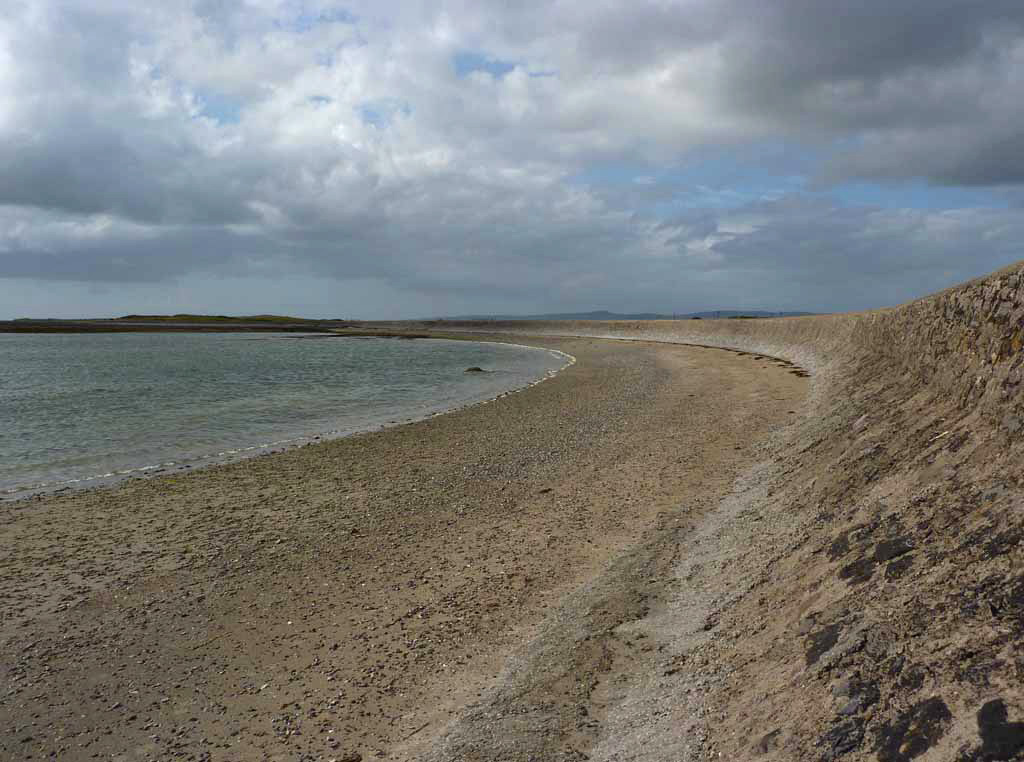
Nehrung zwischen Fenit und Fenit Island

Fenit Island ist eine dünn besiedelte Halbinsel, die die im Mittelalter für Ardfert bedeutende Hafenlagune von Barrow umschließt. Die heute Fenit Within und Fenit Without genannten Townlands (= Außen- und Innen-Fenit) beziehen sich auf den ummauerten Schutzwall, der Teile der Insel vor Angreifern von der Landseite umgab. Die Halbinsel ist zu Fuß über die Nehrung und bei Ebbe auch mit Fahrzeugen über den Strand erreichbar. Auf der Halbinsel gibt es viele Ruinen, darunter eine Burg, zwei Kirchen und einen Friedhof. Von der im 17. Jahrhundert von den FitzMaurices erbauten Burg sind nur noch Mauerreste erhalten. Nahe der Burg war einst eine Hafenkette an der engsten Stelle des Eingangs zum Barrow Harbour gespannt, um Angreifer von der Seeseite abzuwehren.

## Geschichte
Der Heilige Brendan soll um 484 auf der Insel Fenit Island geboren worden sein. Ihm ist eine große Bronzestatue auf Samphire Island gewidmet.

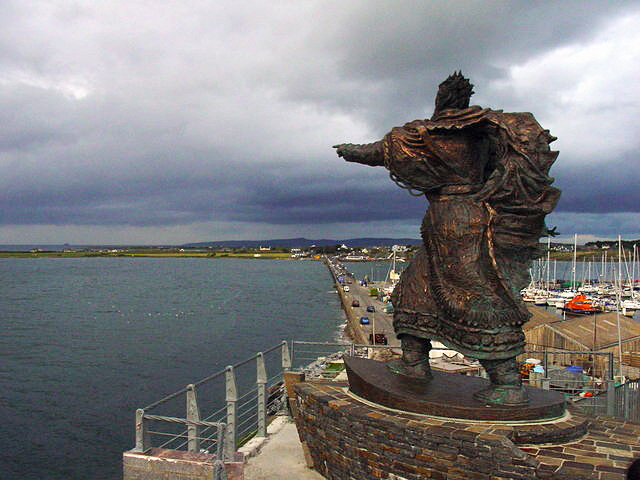
Bronzestatue des Heiligen Brendan auf Samphire Island

Im Jahr 1588, als sich die Spanische Armada nach der Niederlage zerstreute, ankerte die 75-Tonnen-Schaluppe Nuestra Señora del Socorro nahe Fenit in der Tralee Bay und ergab sich. Die 24 Männer an Bord wurden in Gewahrsam genommen, zum Schloss Tralee eskortiert und nach dem Verhör hingerichtet.
Mitte des 19. Jahrhunderts transportierte das Segelschiff Jeanie Johnston von Blennerville aus Auswanderer nach Nordamerika.

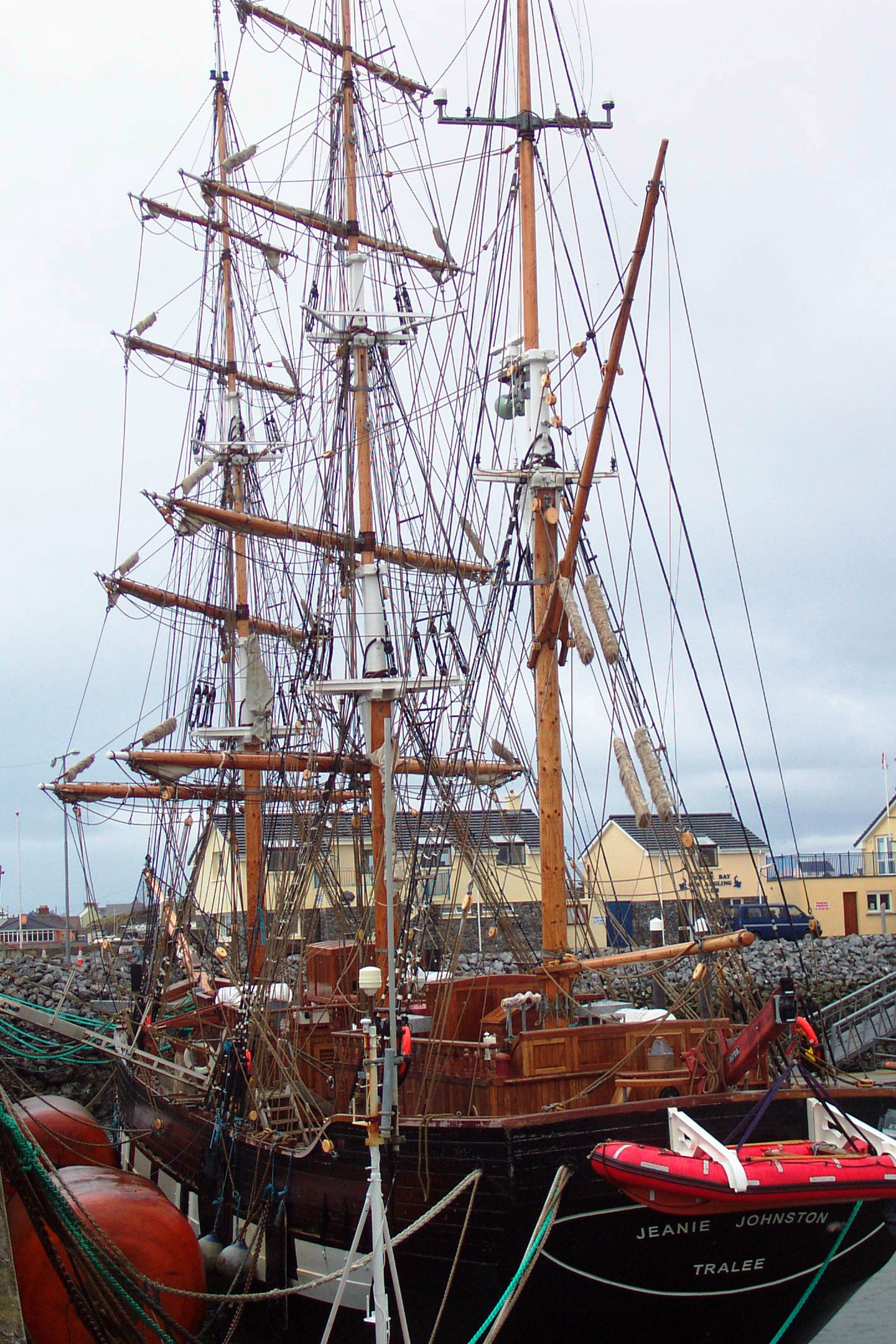
Jeannie Johnston im Hafen von Fenit 2002

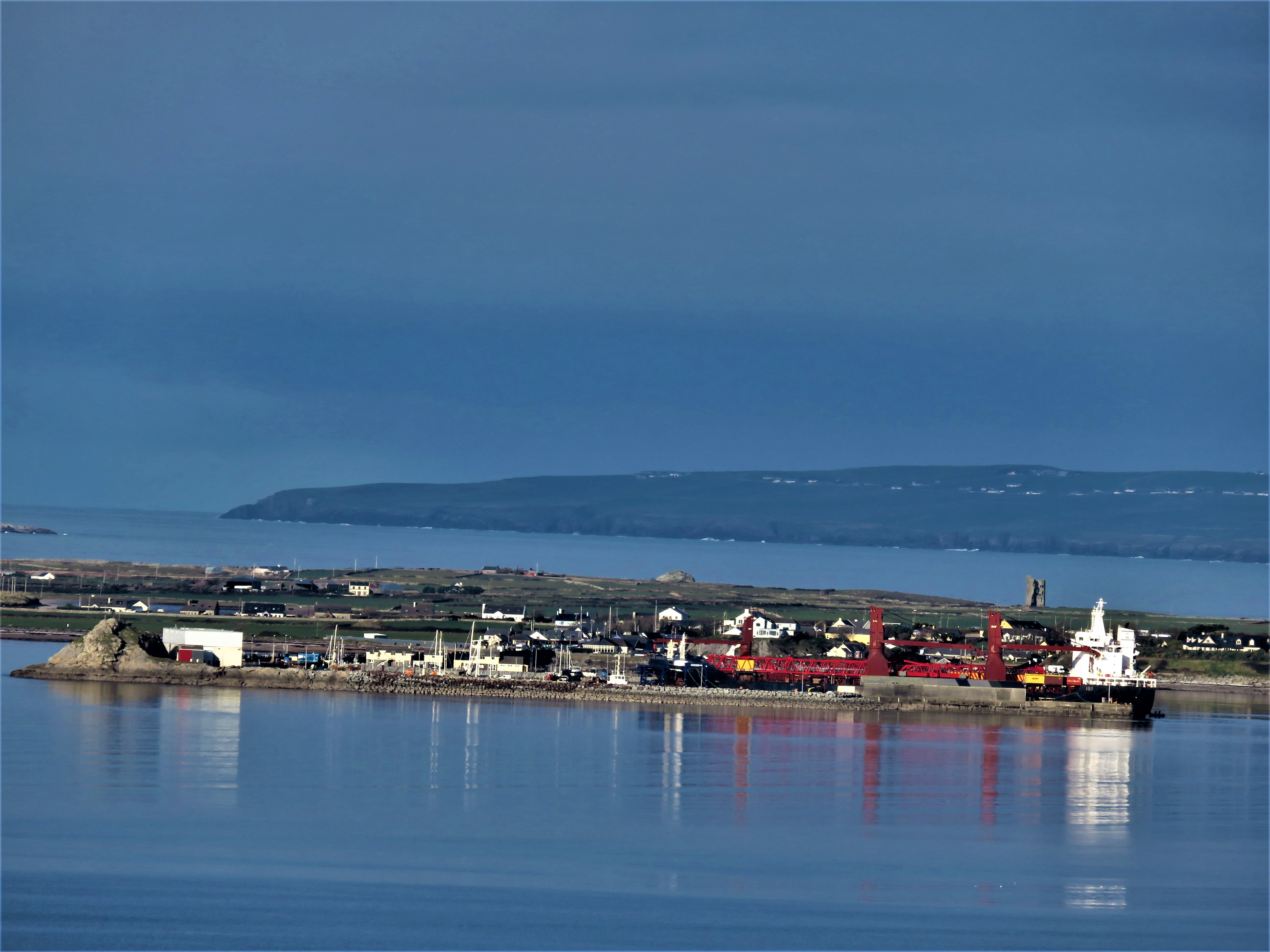
Hafen Fenit auf Samphire Island

In den späten 1980er Jahren entstand die Idee, eine Nachbildung des Schiffes zu bauen. Dies wurde erst im November 1993 Wirklichkeit, als eine Machbarkeitsstudie abgeschlossen wurde und im Mai 1995 die Jeanie Johnston (Ireland) Company Ltd. gegründet wurde. Die Jeanie Johnston wurde nur wenige Meter von ihrem ursprünglichen Hafen in Blennerville gebaut. Ursprünglich war geplant, das Schiff von Blennerville aus zu Wasser zu lassen, doch beim Ausbaggern eines Kanals entdeckten Meeresarchäologen ein Schiffswrack aus dem 19. Jahrhundert. Um den Fund zu bewahren, wurde im April 2000 der Rumpf der Jeanie Johnston an die Küste geschleppt und auf einen Lastkahn mit geringem Tiefgang verladen. Dort wurde sie mit Masten und Segeln ausgestattet und am 4. Mai in den nicht weit entfernte Tiefwasserhafen von Fenit transportiert. Am 6. Mai 2000 wurde der Lastkahn untergetaucht und die Jeanie Johnston schwamm zum ersten Mal auf. Am nächsten Tag wurde sie offiziell von der irischen Präsidentin Mary McAleese getauft. Heute gehört die Jeanie Johnston der Dublin Docklands Development Authority und liegt im Hafen von Dublin.
Zwischen 1883 und 1885 wurde in Fenit ein erstes Postamt eröffnet.
Fenit und seine nähere Umgebung waren Schauplatz des unglücklichen Versuchs von Roger Casement und seinen Gefährten, Waffen aus Deutschland im nahen Banna Strand nördlich von Fenit anzulanden, um den Osteraufstand zu unterstützen. Casement wurde in den frühen Morgenstunden des 21. April 1916 von einem deutschen U-Boot nördlich des Hafens abgesetzt, aber das Schiff, die Aud Norge, landete nie in Fenit und wurde von seinem deutschen Kapitän im Hafen von Cork versenkt, damit die britischen Streitkräfte es nicht in Besitz nehmen konnten.
Die Geschichte wiederholte sich ähnlich, als 1984 die Marita Ann, ein in Fenit registriertes Boot, im Auftrag der Provisorischen Irischen Republikanischen Armee eine ähnliche Operation versuchte. Sie wurden von den Behörden entdeckt und vor der Küste festgenommen. Bei dieser Operation wurde der damalige Teachta Dála für Kerry-North, Martin Ferris, wegen Waffenschmuggels angeklagt, wegen Besitzes explosiver Substanzen zu rechtswidrigen Zwecken und wegen Besitzes von Schusswaffen und Munition mit der Absicht, Leben zu gefährden, verurteilt. Ferris verbüßte 10 Jahre im Gefängnis.
Am 2. August 1922, während des Irischen Bürgerkriegs, war Fenit Schauplatz einer großen Seelandung von 450 Kämpfern des Irischen Freistaates vom Schiff Lady Wicklow aus im Rahmen einer Bürgerkriegsoffensive zur Rückeroberung der Grafschaft Kerry und weiteren von den Republikanern gehaltenen südwestirischen Inseln. Die republikanischen Streitkräfte wollten den Pier sprengen, sollte es zu einem Angriff kommen, aber die Sprengladungen wurden von Unbekannten unbrauchbar gemacht, um den Schaden am Hafen so gering wie möglich zu halten.
Der 1880 errichtete Tiefwasserhafen von Fenit ist der westlichste Handelshafen Irlands. Er gehört dem irischen Staat und wurde gemäß dem Hafengesetz von 1946 von den Pier- und Hafenkommissaren von Tralee und Fenit (Tralee and Fenit Pier and Harbour Board) betrieben, bis er im Oktober 2011 in die Zuständigkeit des Kerry County Council überging. Fenit ist der einzige Handelshafen zwischen Foynes am Fluss Shannon und Cork. Er bietet Anlegemöglichkeiten für Schiffe mit bis zu 17.000 Tonnen Tragfähigkeit. Im 20. Jahrhundert wurden hauptsächlich Massengüter wie Getreide, Holz und Kohle umgeschlagen.

### Einwohnerzahlen
| Jahr      | 1991 | 1996 | 2002 | 2006 | 2011 | 2016 | 2022 |
| Einwohner | 403  | 390  | 433  | 435  | 527  | 538  | 619  |
| Quelle:   |      |      |      |      |      |      |      |

## Sehenswürdigkeiten
- Leuchtturm auf Samphire Island
- Leuchtturm auf Samphire Island Little
- Kafen und Marina auf Samphire Island
- Fenit Island Beach
- Bronzestatue des Heiligen Brendan auf Samphire Island
- Statue für die auf See gebliebenen Fischer
- Meerjungfrau-Statue
- Kirche St. Joseph

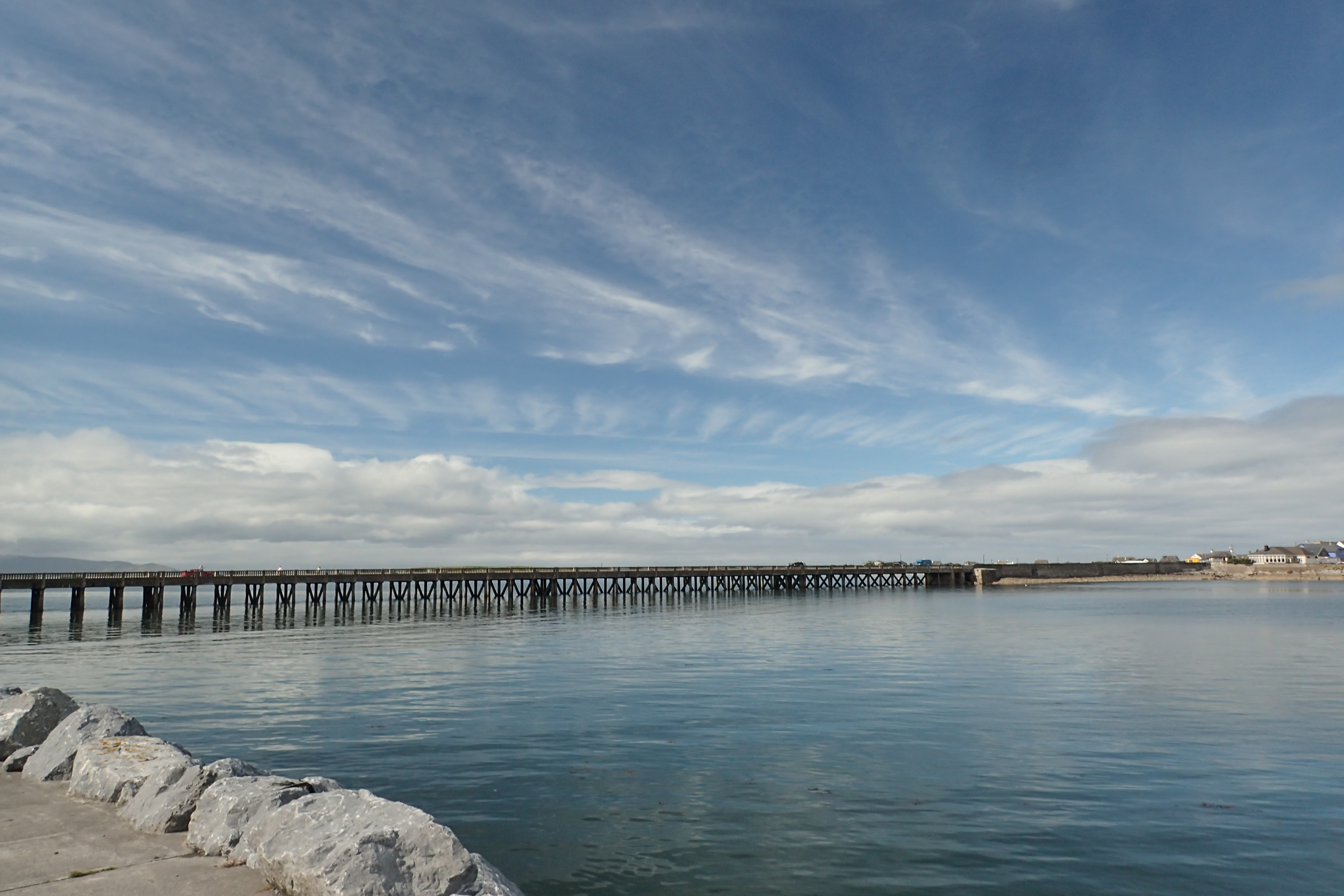
Brücke zum Hafen Fenit auf Samphire Island
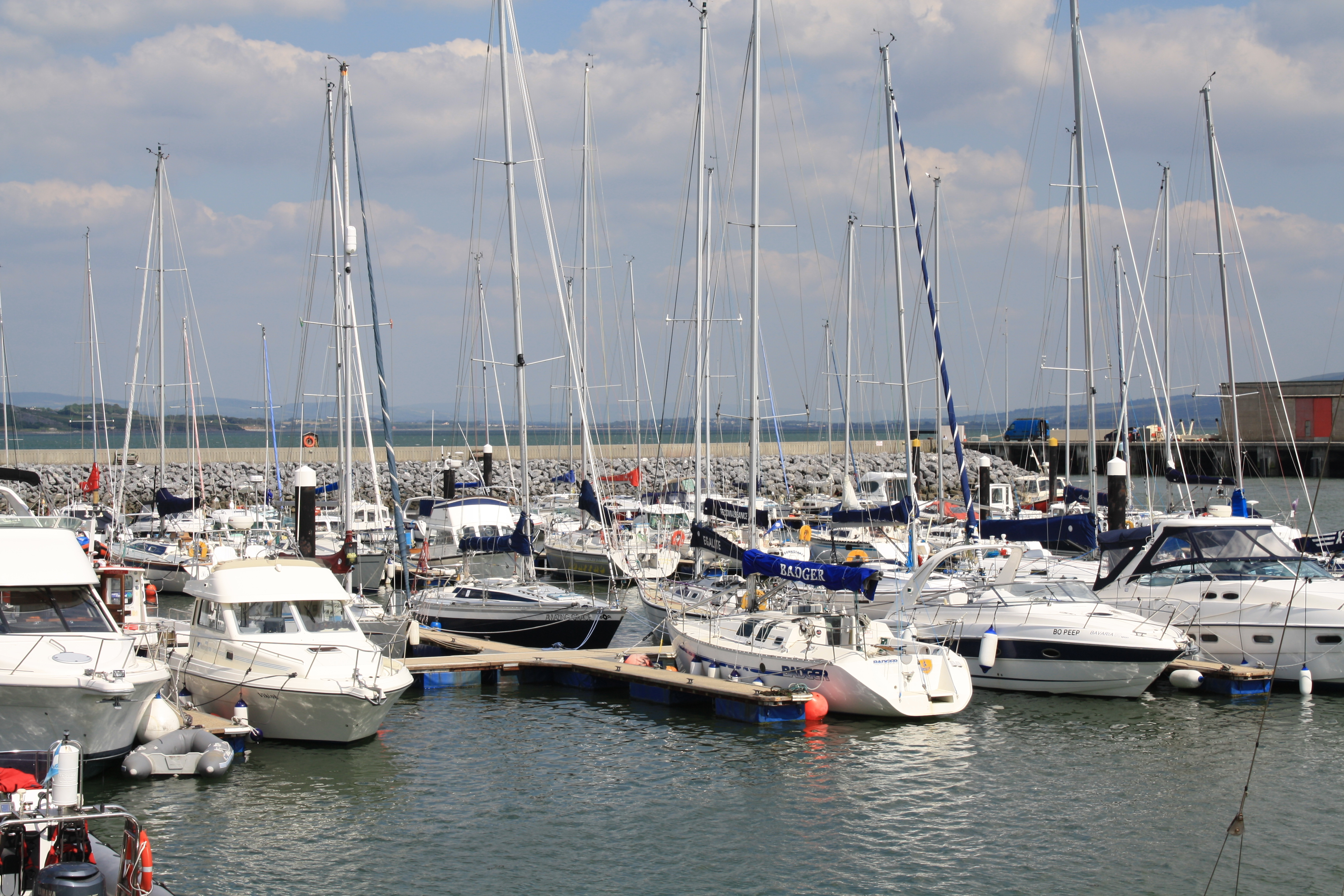
Marina auf Samphire Island
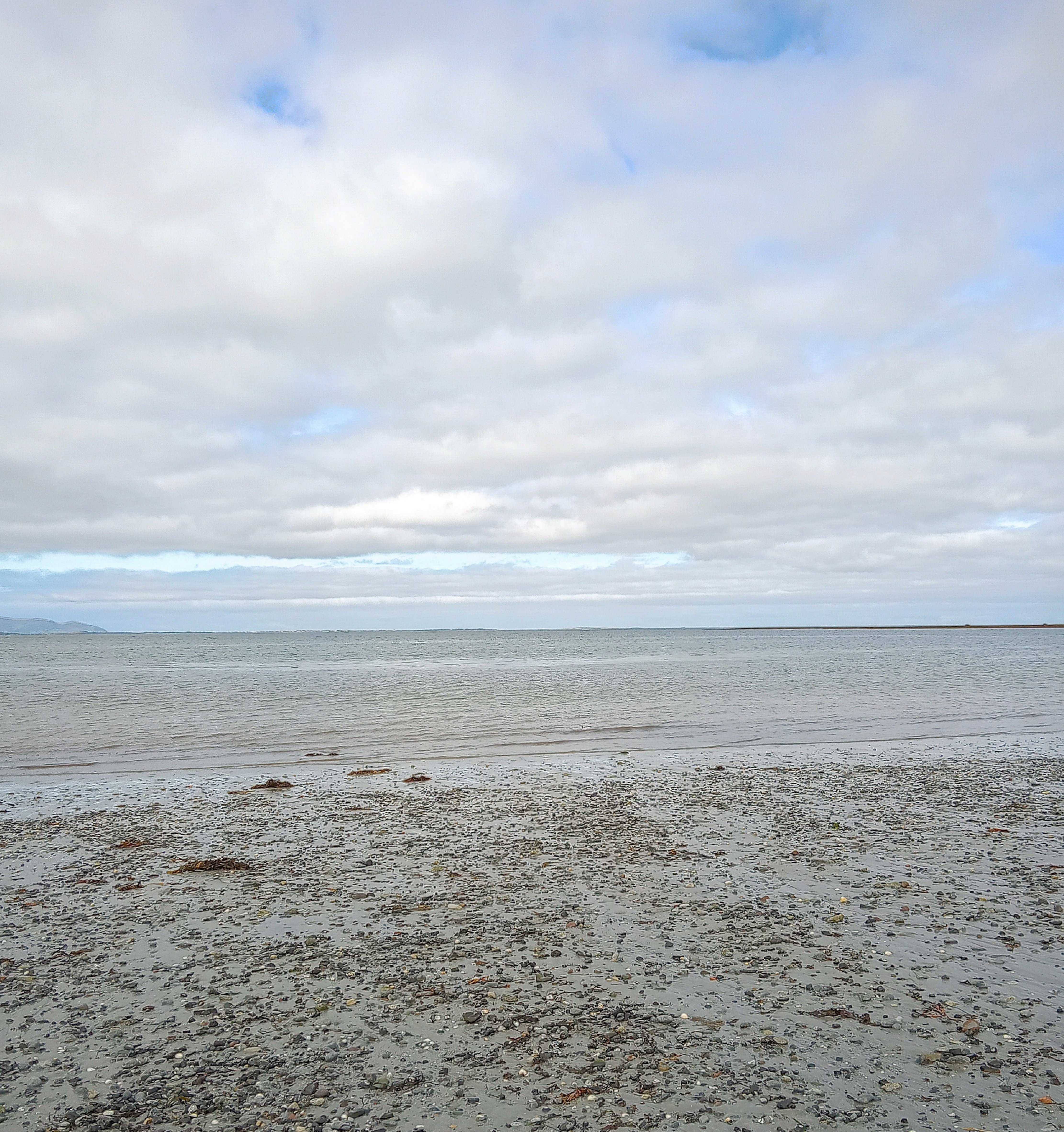
Fenit Island Beach
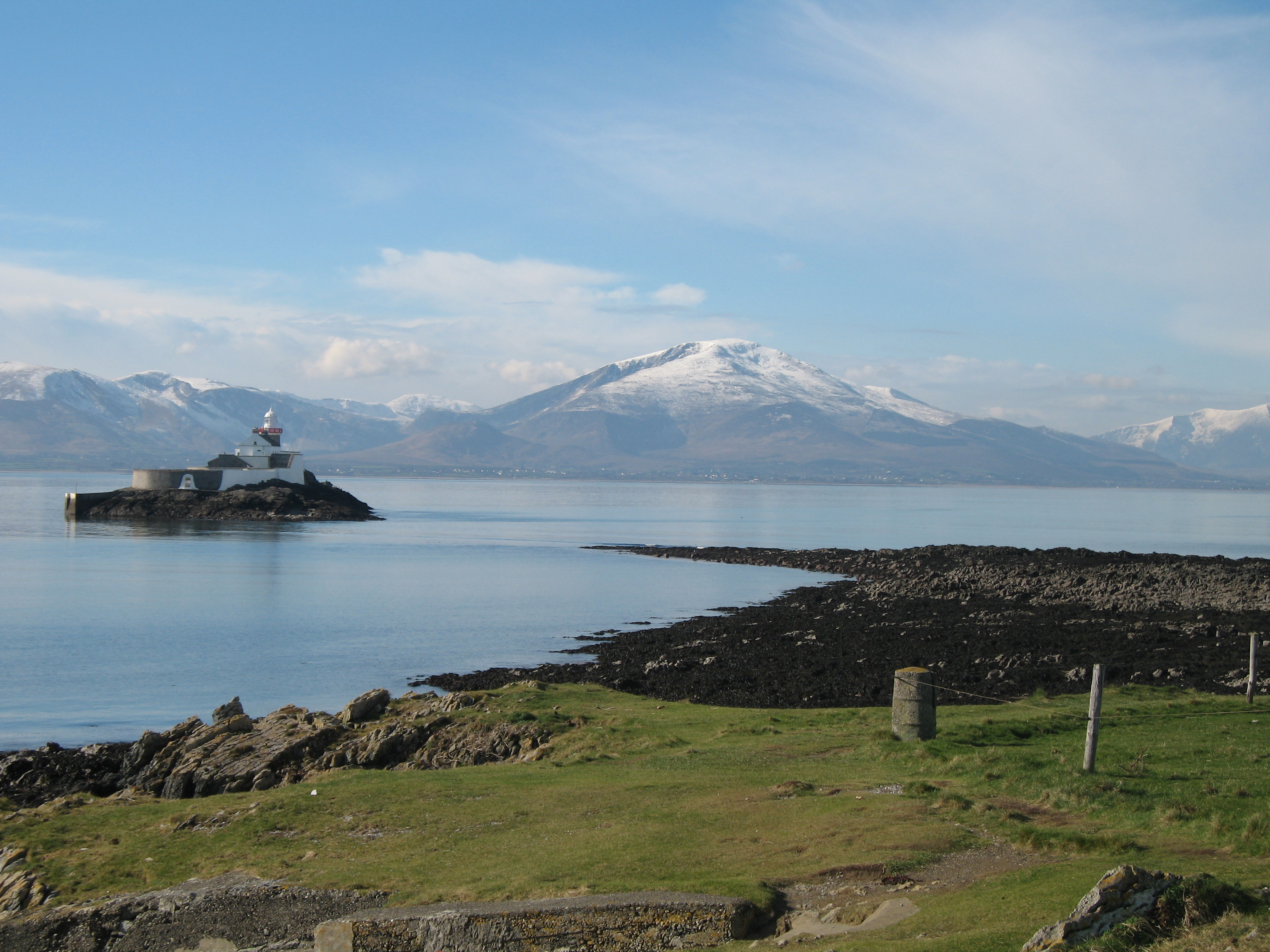
Blick über Samphire Island Little mit ihrem Leuchtturm in Richtung Dingle-Halbinsel
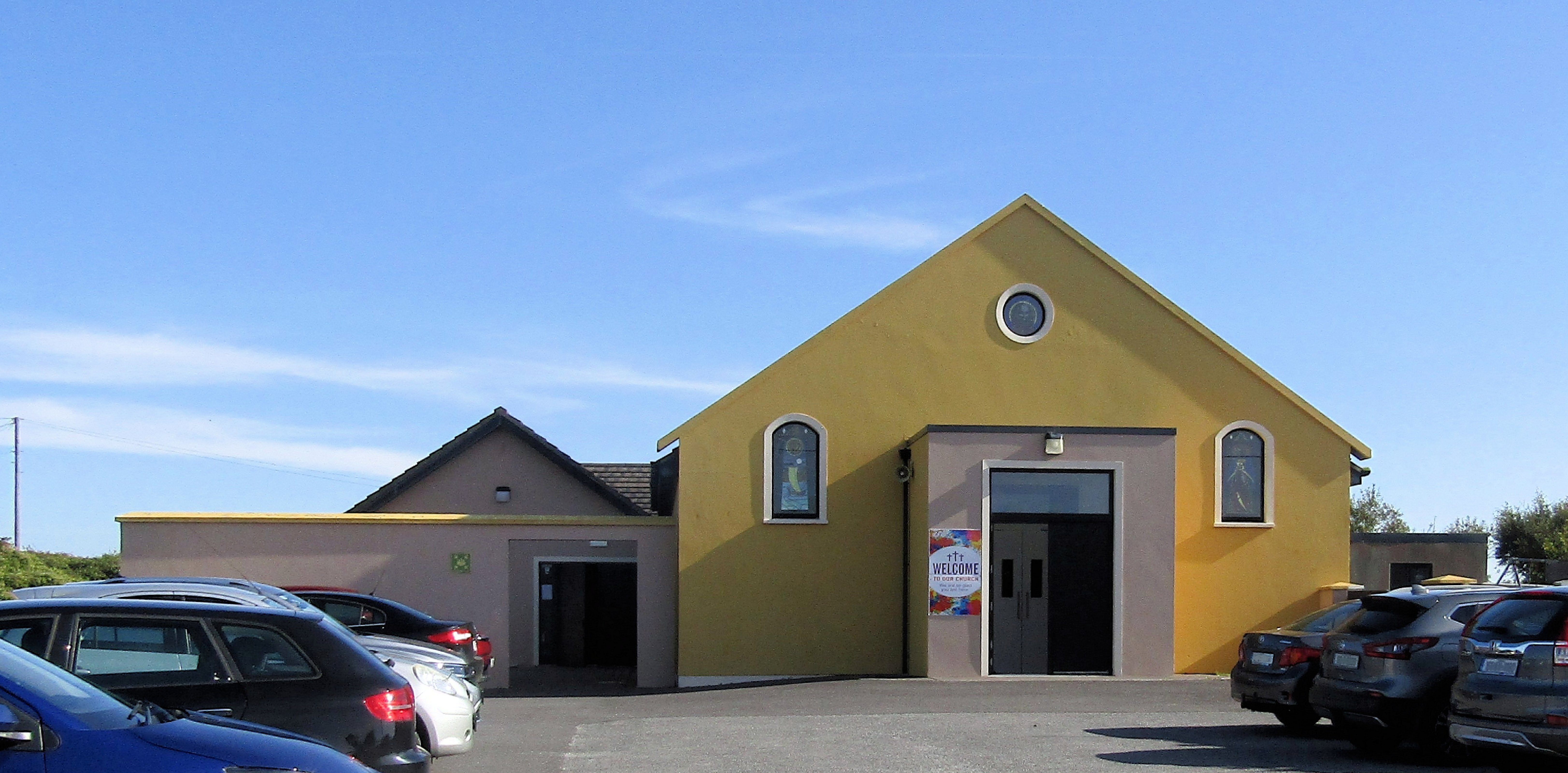
Kirche St. Joseph
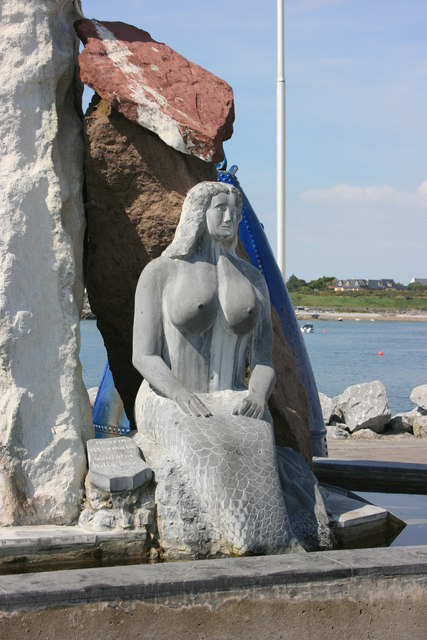
Meerjungfrau-Statue
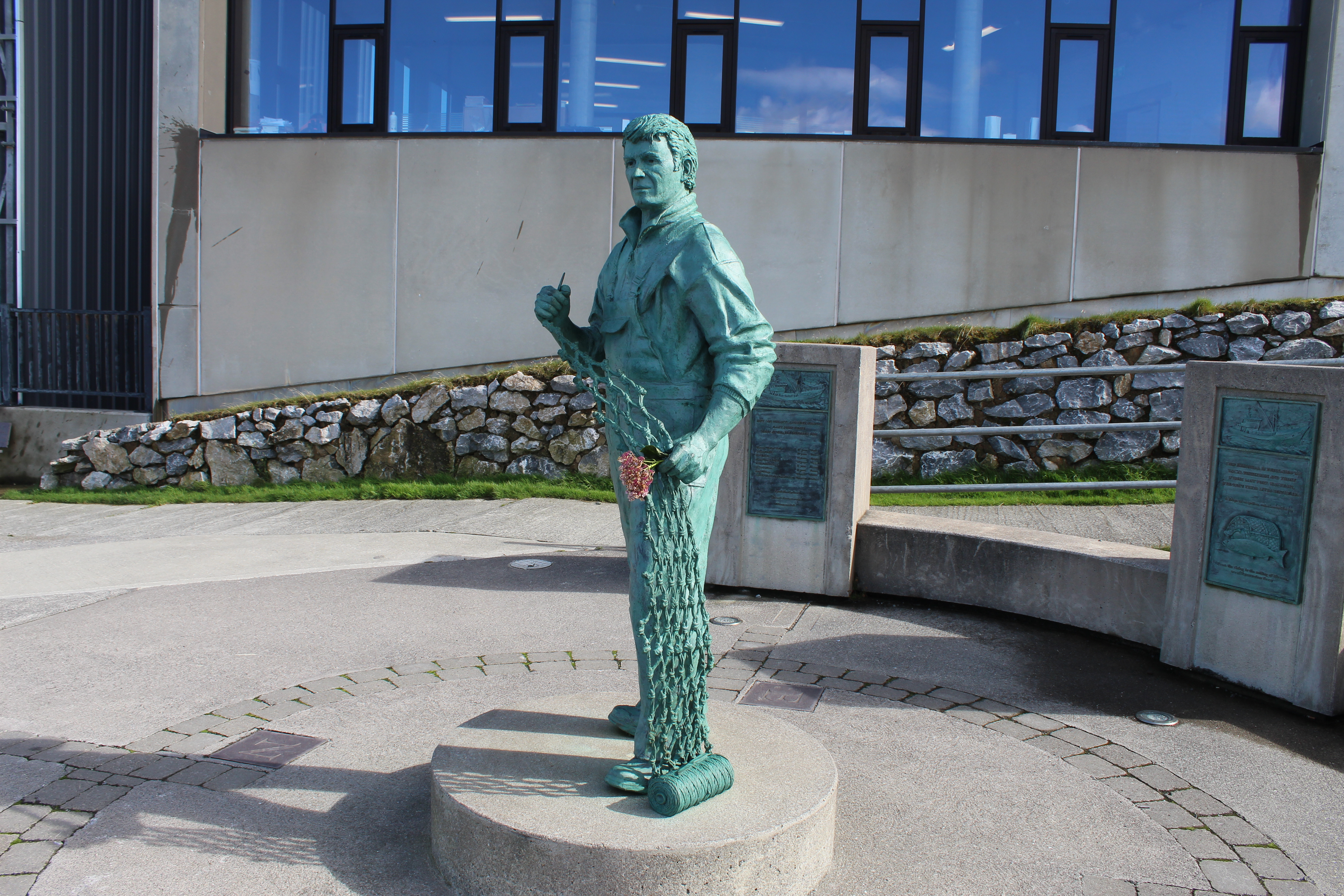
Statue für die auf See gebliebenen Fischer

## Infrastruktur
Der Bahnhof Fenit wurde mit der Inbetriebnahme der Tralee-Fenit-Eisenbahn am 5. Juli 1887 eröffnet. Man hoffte, dass die Eröffnung der Linie die Chancen von Fenit erhöhen würden, ein bedeutender Hafen zu werden und vielleicht sogar mehr Transatlantikverkehr anzuziehen, was jedoch bis heute nie eintrat. Am 2. August 1922 wurde das Bahnhofsgebäude stark beschädigt, als Truppen des Irischen Freistaates während des Bürgerkriegs in Fenit landeten. Es wurde teilweise rekonstruiert und bis Ende der 1970er Jahre als Stellwerk genutzt. Die Strecke wurde am 31. Dezember 1934 für den Personenverkehr geschlossen, aber weiterhin für touristische Tagesausflüge und den Güterverkehr von Tralee aus genutzt, bis sie am 2. Juni 1978 endgültig für den gesamten Verkehr geschlossen wurde.
Die Ortschaft Fenit ist der Endpunkt der Regionalstraße 558, die nach Tralee führt. In Fenit gibt es keine Geschäfte, aber neben einer Bar mit Restaurant (Westend) mehrere Ferienhäuser, Cottages und ein Hotel.

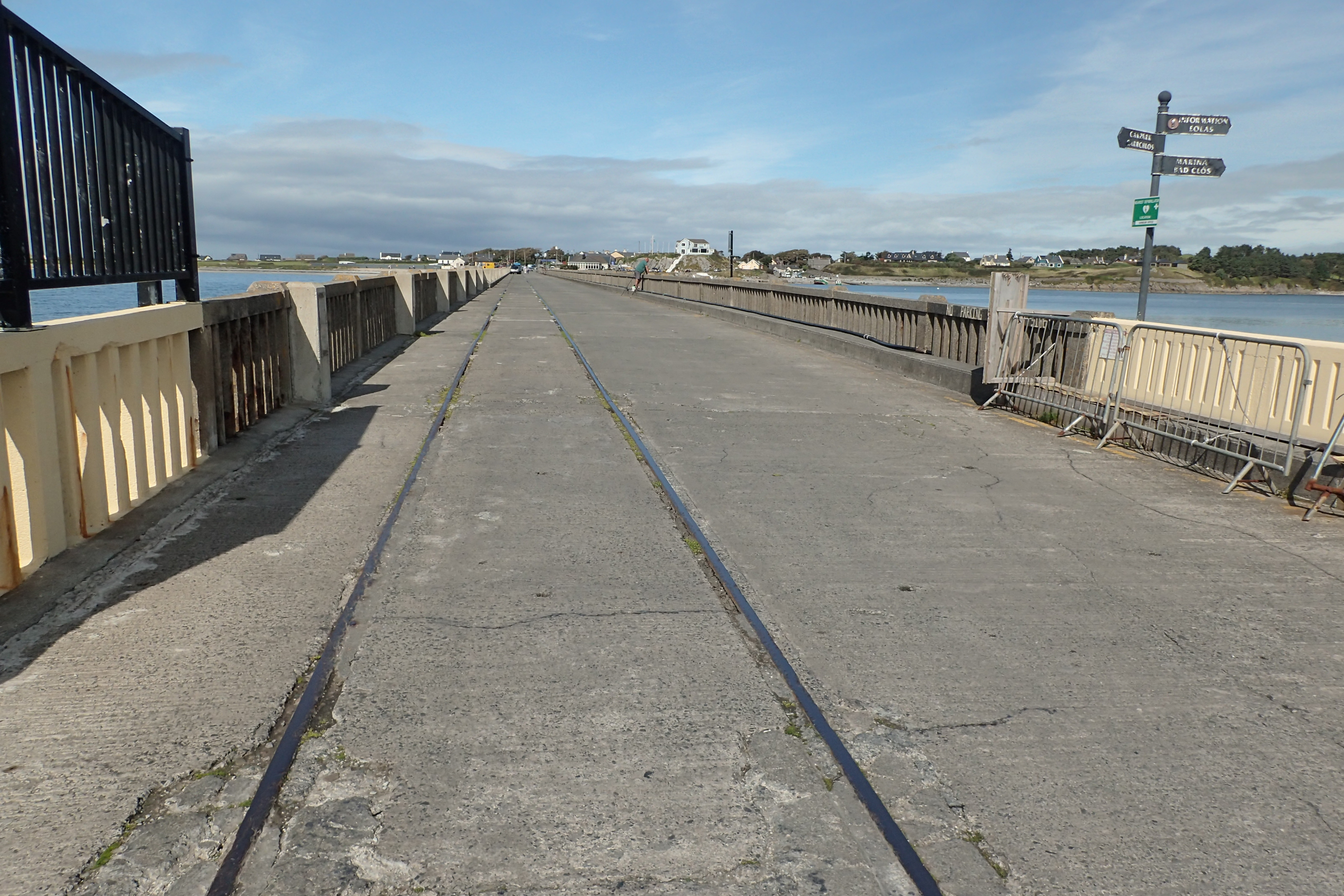
Reste der Gleise der ehemaligen Tralee-Fenit-Eisenbahn auf der Brücke zum Hafen Fenit
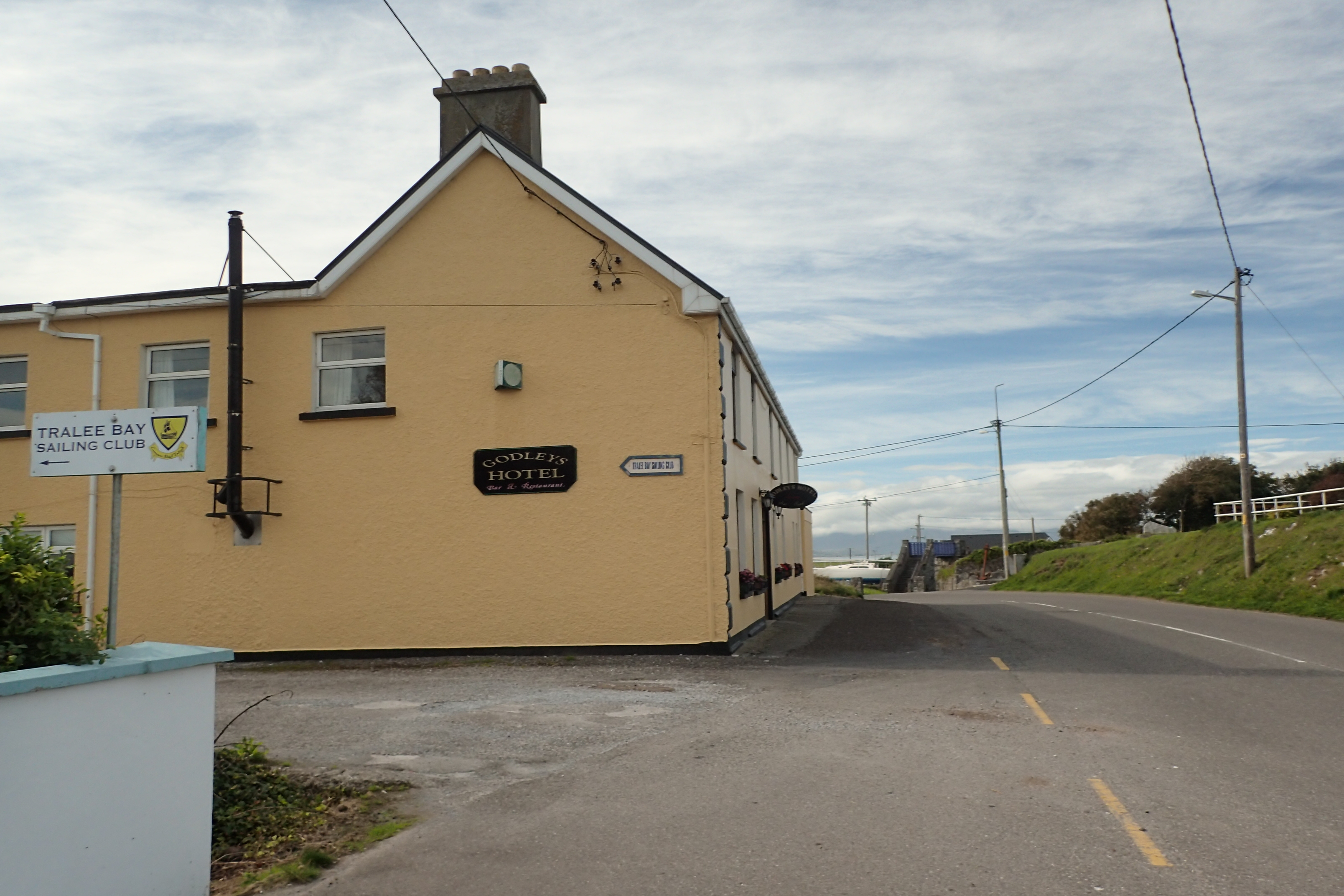
Godleys Hotel

## Belege
1. ↑  Fenit auf www.genuki.org.uk (englisch)
2. ↑  Rückkehr der Armada auf en-academic.com (englisch)
3. ↑  Harald Frank und Klaus Stange: „Irish Post Offices and their postmarks 1600–1990“; Herausgeber: Forchumgs- und Arbeitsgemeinschaft Irland e.V.
4. ↑  Niall C. Harrington: „Kerry Landing, An Episode of the Civil War“ (August 1992), Anvil Books. ISBN 0-947962-70-0 (en)
5. ↑  Statistik auf citypopulation.de/en/ireland towns (englisch)
6. ↑  Infotafel vor dem ehemaligen Bahnhof